# Cousinia optera
Cousinia optera là một loài thực vật có hoa trong họ Cúc. Loài này được Aitch. & Hemsl. mô tả khoa học đầu tiên.